# Filippo Gazzurelli
Filippo Gazzurelli (Salò, 1836 – Bologna, 1928) è stato un generale italiano, distintosi durante la seconda e la terza guerra d'indipendenza italiana, e nella guerra d'Abissinia. Tra il 1896 e il 1897 fu comandante della Scuola di guerra dell'esercito.

## Biografia
Nacque a Salò nel 1836, allora parte integrante del Regno Lombardo-Veneto. Laureatosi in giurisprudenza nel 1859, dopo lo scoppio della seconda guerra d'indipendenza italiana  si arruolò nell'Armata Sarda conseguendo poco tempo dopo la promozione a sottotenente dell'arma di fanteria.  Partecipò poi alla campagna del 1860-61 nell'Italia centrale, ottenendo una Medaglia di bronzo al valor militare. Nel 1866 partecipò alla terza guerra d'indipendenza italiana come addetto alla 7ª Divisione di Nino Bixio. Fui decorato con una Medaglia d'argento al valor militare.  Passato in servizio nel Corpo di Stato maggiore, insegnò arte militare presso la Regia Accademia Militare di Modena. Promosso colonnello nel 1884, comandò il 22º Reggimento fanteria e poi passò in servizio presso il comando del Corpo di Stato Maggiore. Divenuto maggior generale nel 1892, comandò la Brigata Brescia, e nel 1896 andò in Eritrea al comando della 3ª Brigata della 2ª Divisione allora al comando del tenente generale Nicola Heusch.
Dopo l'arresto del generale Oreste Baratieri, avvenuto a la Asmara il 21 marzo 1897, fu membro del Tribunale militare che lo sottopose a processo. Il tribunale militare era presieduto da tenente generale Luchino Del Mayno,  e gli altri membri erano il tenente generale Nicola Heusch, i maggiori generali Tommaso Valles e Luigi Bisesti, giudice supplente il maggior generale Pistoia,  segretario il capitano Riberi. La difesa dell'imputato era affidata al capitano del genio delle truppe d'Africa Ernesto Cantoni.
Rimpatriato fu posto al comandò, per circa due anni, della Scuola di guerra dell'esercito nella quale era stato insegnate dal 1880 al 1884 di tattica e servizio di Stato maggiore. Tenente generale nel 1897, comandò successivamente le Divisioni territoriali di Ancona (13ª)  e poi di Piacenza (7ª), e il 1 settembre 1901 fu posto in posizione ausiliaria. Nel 1907 passò nella riserva.  Scrittore militare, pubblicò La tattica delle tre armi e L'iniziativa in guerra, quest'ultimo dedicato al generale Helmuth Karl Bernhard von Moltke e tradotto poi in lingua tedesca.  Si spense a Bologna nel 1928.

### Fonti
1. 1 2 3 4 5 6 7 8  Enciclopedia Bresciana.
2. 1 2 3  Fossati 2001, p. 174.
3. ↑   Annuario d'Italia, Calendario generale del Regno, 1892,  p. 1778. URL consultato il 12 marzo 2021.
4. ↑  Rivista Militare Italiana 16 agosto-1 settembre 1896, p. 1486.
5. ↑  Patricelli 2018, p. 234.
6. 1 2  Patricelli 2018, p. 235.
7. ↑   Almanacco italiano, 1899,  p. 274. URL consultato il 12 marzo 2021.
8. ↑   Calendario generale del Regno d'Italia, 1900,  p. 833. URL consultato il 12 marzo 2021.
9. ↑   Bollettino ufficiale delle nomine, promozioni e destinazioni negli uffiziali, 1901,  p. 433. URL consultato il 12 marzo 2021.
10. ↑  Gazzetta Ufficiale del Regno d'Italia n.18 del 23 gennaio 1892, pag.289.